# Tomás Yerro
Tomás Yerro Villanueva (Lerín, Navarra, 11 de febrero de 1950 - Pamplona, 10 de abril de 2021) fue un escritor y crítico literario español, licenciado en Filología Románica por la Universidad de Navarra, catedrático en Bachillerato de Lengua y Literatura Española y profesor de la Universidad de Navarra, de la Universidad Pública de Navarra, de la Universidad Nacional de Educación a Distancia y de la Universidad para Mayores Francisco Induráin. Fue director general de Cultura de la Institución Príncipe de Viana y director, durante cinco años, de las publicaciones Río Arga Revista de Poesía e Itaca, revista de educación editada por el Ministerio de Educación y Cultura. El 4 de mayo de 2019 recibe el Premio Príncipe de Viana de la Cultura.

## Biografía
En 1973 se licencia en Filología Románica en la Universidad de Navarra, con Premio Extraordinario. En 1975, a los 25 años de edad, publica su primer libro, Aspectos técnicos y estructurales de la novela española actual, en Pamplona. Desde 1975 a 1980 es profesor de Literatura Española Contemporánea en la Universidad de Navarra, impartiendo clases en el Instituto de Lengua y Cultura Españolas (ILCE), para extranjeros, del mismo centro universitario. Lo compagina todo esto siendo también Profesor-Tutor de Lengua y Literatura Española en la UNED.
Desde 1980 es catedrático de Lengua y Literatura Españolas de Bachillerato en el Instituto Plaza de la Cruz, de Pamplona. Se publica en 1983 La novela de aventuras: Homenaje a "La Isla del Tesoro" (Tafalla). 
En 1984 obtuvo la cátedra de Lengua y Literatura, ejerciendo la docencia en la Universidad de Navarra, UNED e institutos de Pamplona, Alsasua y Tafalla. Desde principios de 1985 forma parte del Consejo de Redacción de Río Arga representando «la voz especializada de la crítica». Pocos años después, en el segundo trimestre de 1987, asumirá la dirección de la misma.
Es socio fundador del Ateneo Navarro, siendo responsable, desde 1989, del programa cultural Aproximación de la literatura navarra a los escolares.
Es nombrado en 1991 Director del Servicio de Acción Cultural del Gobierno de Navarra y, en 1995, director general de Cultura, cargo en el que es renovado en 1996. En septiembre de 1999 es sustituido en la Dirección General por Juan Ramón Corpas y regresa a sus cátedras de la universidad y del Instituto Plaza de la Cruz. 
Es autor de numerosas colaboraciones en revistas y publicaciones especializadas, como el boletín Novedades de la Red de Bibliotecas Públicas de Navarra y Príncipe de Viana. Ha dirigido las revistas Itaca y Río Arga.  
El 14 de agosto de 2019 acudió a Lerín para lanzar el cohete en las fiestas del pueblo. Meses después se organizó un concierto musical extraordinario en la iglesia parroquial.
Falleció en Pamplona el 10 de abril de 2021, a los 71 años, a consecuencia de un cáncer que padecía desde hacía varios años.

## Premios y reconocimientos
Ha recibido los siguientes galardones:
- En 1973, Premio Extraordinario de Licenciatura.
- En 2019, Premio Príncipe de Viana de la Cultura.

## Obras publicadas
- Lerín. Buque varado sobre el río Ega (2021)[6]
- Personas mayores, patrimonio de primera (2020).
- Amado Alonso: el español de las dos orillas (coord. 2014).
- Por la senda del Quijote (coord. 2005).
- Escritores Navarros Actuales: antología (coord. 1990).
- Narrativa Española Actual 1993-1997 (1998).
- Nuevos modos de arte de narrar (1998).
- Didáctica de la publicidad (Madrid, Ministerio de Educación y Ciencia, 1990)
- ‘Río Arga’, revista poética navarra: estudio y antología (con Charo Fuentes, 1988).
- La lectura creadora (Pamplona, 1988)
- Aspectos técnicos y estructurales de la novela española actual (Pamplona, EUNSA, 1977), investigación pionera en su momento.[1]